# Estado Islámico del Gran Sahara
El Estado Islámico - Provincia del Sahel, fundado bajo el nombre de Estado Islámico del Gran Sahara y también conocido por sus siglas EIGS o en inglés IS-GS  es una organización paramilitar y terrorista de ideología salafista yiihadista, nacida el 15 de mayo de 2015 de una escisión de Al Murabitun y liderada por Adnane Abou Walid Al-Sahraoui. El grupo es activo en la zona de Mali, Burkina Faso y Níger. Forma parte del Frente de apoyo al islam y a los musulmanes creado en 2017 reuniendo a los principales grupos yihadistas del Sahel. La ruptura fue una reacción a la adhesión de uno de sus líderes, Adnan Abu Walid al-Sahraoui, al Estado Islámico. De marzo de 2019 a 2022, IS-GS formaba parte de Estado Islámico - Provincia de África Occidental (ISWAP); siendo llamada "ISWAP-Gran Sahara". En marzo del 2022, ISIS declara esta provincia autónoma, separándose de la rama occidental y nombrándola Estado Islámico del Gran Sahara (ISSP).

## Antecendes y fundación
El grupo yihadista Al Murabitun nace el 22 de agosto de 2013 de la fusión del MUJAO y de Los Firmantes con sangre. Pero el 13 de mayo de 2015 uno de los dos componentes de Al Murabitun - el MUJAO - anuncia prestar fidelidad al Estado islámico en un comunicado firmado por el emir Walid Abu Sahraoui. Dos días después, Mokhtar Belmokhtar desmiente la alianza de Al Murabitun al Estado Islámico y declara que el comunicado de Al-Sahraoui "no emana del Consejo de la Choura". Walid Abu Sahraoui denomina a su grupo "Estado Islámico en el gran Sáhara", pero durante varios meses, no recibe respuesta por parte del califato. Finalmente el 30 de octubre de 2016 el Estado islámico reconoce oficialmente su alianza con el grupo de Al-Sahraoui.
Los números del ISGS incrementaron bastante con el reclutamiento de militantes de Mali, especialmente los simpatizantes de Región de Gao cerca de Ménaka.
En enero de 2016, Djamel Okacha, el jefe de AQMI en el Sahel en una entrevista a la web de información mauritana Al-Akhbar lamenta la alianza de Al-Sahraoui al Estado islámico, pero afirma que "los contactos no están rotos".
No fue hasta el 28 de noviembre de 2019, autoridades españolas levantaron la advertencia de un posible ataque terrorista cen la región contra ciudadanos españoles que trabajan o visitan la región, haciendo especial énfasis en los campos de refugiados Saharauies en Sahara Occidental.
Las autoridades españolas temieron que los ataques coincidieran con las celebraciones Día de la Constitución. El Centro Nacional de Inteligencia alertó de un posible ataque yihadista en la región del Sahel, específicamente en los campos de refugiado de Tinduf, Argelia. La República Árabe Saharaui Democrática negó esta amenaza y ningún ataque ocurrió ese día.
Durante 2021, el grupo llevó a cabo masacres en Níger, principalmente en las regiones de Tillabéri y Tahoua, matando a más de 600 personas.
En diciembre de 2021, el ejército francés anunció que había asesinado en Níger a uno de los autores del asesinato de seis trabajadores humanitarios franceses y sus compañeros nigerinos en la reserva de Kouré en agosto de 2020. El hombre es presentado como Soumana Boura. El personal lo había identificado como líder de un grupo de varias docenas de combatientes de EIGS, en el área de Gober Gourou y Firo, en el oeste de Níger, un miembro del Estado Islámico en el Gran Sáhara (EIGS).
El 15 de junio de 2022, se anunció que la fuerza militar francesa capturó a Oumeya Ould Albakaye, un alto líder del ISGS en Malí durante la noche del 11 al 12 de junio.

## Organización, fuerzas y territorio
El grupo fue fundado y encabezado por Adnan Abu Walid Al-Sahraoui hasta que fue asesinado por un ataque con un dron francés en Malí en 2021.
El grupo está dirigido por Adnane Abou Walid Al-Sahraoui. A principios de 2017, Marc Mémier, investigador del Instituto Francés de Relaciones Internacionales (IFRI), estima que el Estado islámico en el gran Sáhara cuenta con algunas decenas de hombres -sin contar los simpatizantes- en su mayoría malienses de la región de Gao. A finales de 2015, RFI indica con respecto al grupo que el número de combatientes que han prestado juramento al Estado islámico sería de aproximadamente un centenar. El grupo está basado en la región de Gao, cerca de Ménaka.
A principios de 2017, Marc Mémier, investigador del Instituto Francés de Relaciones Internacionales (IFRI), estimó que el Estado Islámico en el Gran Sáhara tenía unas decenas de hombres -sin contar simpatizantes- en su mayoría malienses en la región de Gao. A finales de 2015, RFI indicó que la plantilla del grupo rondaría el centenar.

## Acciones
La tarde del 1 de septiembre de 2016, un pequeño grupo de entre dos y cuatro yihadistas ataca un puesto de aduana en Markoye, en Burkina Faso, resultando muertos un aduanero y un civil. El 3 de septiembre, Al-Sahraoui reivindica el ataque, el primero desde su alianza con el Estado Islámico. Después el 12 de octubre, cuatro soldados burkinabeses mueren en Intangom en un nuevo ataque reivindicado por el EI. El 17 de octubre, una decena de combatientes intentan un asalto que fracasa contra la prisión de Koutoukalé, en Níger, y donde un cae un yihadista. Este ataque es reivindicado igualmente por el grupo de Al-Sahraoui.
El 24 de febrero de 2017, el Estado Islámico en el gran Sáhara reivindica el ataque de Tilwa realizado el 22 de febrero contra el ejército nigeriano. El grupo afirma que la operación ha estado directamente organizada y comandada por Al-Sahraoui.
El 1 de junio de 2017 tras un ataque contra una plaza de militar a Abala, en Níger, los yihadistas del Estado Islámico se repliegan en Malí. Pero son atacados entonces por el ejército maliense, el ejército francés y las milicias touaregs del Grupo de autodefensa tuareg Imghad y aliados (GATIA) y del Movimiento para la Salvación del Azawad (MSA). En respuesta, Adnane Abou Walid Al-Sahraoui acusa en una misiva a los tuaregs imghad y daoussahak de ser cómplices de Francia y de Níger, y amenaza particularmente a los jefes del MSA y del GATIA: Moussa Ag Acharatoumane y El Hadj Ag Gamou.
El 25 de julio, al menos cuatro civiles touaregs de la tribu de los Imghads, entre ellos un niño, son asesinados en Intessikite, a unos cuarenta kilómetros de la ciudad de Ménaka, por hombres sospechosos de formar parte del Estado Islámico en el Gran Sáhara.
En enero de 2018 reivindicó una serie de ataques entre ellos contra la fuerza francesa de la operación Barkhane, en Malí, y la muerte el 4 de octubre en Níger de cuatro soldados de las fuerzas especiales de Estados Unidos y cuatro soldados del ejército nigeriano. "Haremos lo que sea para que el G5 del Sahel no se instale en la zona" declaró un portavoz próximo a Al-Sahraoui que se identificó como "Amar" a la AFP. añadiendo que "los hermanos Iyad Ag Ghaly y los otros muyahidines defienden como nosotros el islam" en referencia al Frente de apoyo al islam y a los musulmanes.
El 13 de noviembre militantes emboscaron y mataron a catorce soldados e hiriendo ocho soldados burkineses, después de atacarlos en el departamento de Tin-Akoff, Provincia de Oudalan. Si bien las autoridades sospecharon de Ansarul Islam, el Estado Islámico del Gran Sahara clamó responsabilidad del ataque.

### Designación como organización terrorista
| País            | Fecha                 | Referencias |
| --------------- | --------------------- | ----------- |
| Estados Unidos  | 23 de mayo de 2018    | [ 48 ]      |
| Naciones Unidas | 23 de febrero de 2020 | [ 49 ]      |
| Argentina       | 23 de febrero de 2020 | [ 50 ]      |
| Nueva Zelanda   | 23 de febrero de 2020 | [ 51 ]      |
| Canadá          | 2 de febrero de 2021  | [ 52 ]      |
| Irak            |                       | [ 53 ]      |